# Mount Fann
Mount Fann ist eine Siedlung im Parish Saint Andrew im Osten von Grenada.

## Geographie
Die Siedlung liegt an der Eastern Main Road oberhalb der Küste, östlich von Mount Carmel und nördlich von Hope Bacolet, sowie ca. 2,5 km südlich des Hauptortes Grenville.
Im Ort befindet sich die Mt. Fann Seventh Day Adventist Church.
Nördlich des Ortes ergießt sich der Marquis River in die Saint Andrews Bay (Port du Grand Marquis).

## Klima
Das Klima ist tropisch heiß. 